# غان سموك
غان سموك (بالإنجليزية: Gunsmoke)‏ هو مسلسل إذاعي وتلفزيوني تم إنتاجه في الولايات المتحدة. بدأ عرضه في سنة 1952. بلغ عدد حلقاته 432 حلقة، وتبلغ مدة الحلقة الواحدة 30 دقيقة. تم بث المسلسل لأول مرة بتاريخ 26 أبريل 1952 بينما تم بث آخر حلقة منه بتاريخ 18 يونيو 1961. تقع أحداث القصة في وحول دودج سيتي في ولايات الغرب الأمريكية والشخصية الرئيسية هو رجل القانون «مات ديلون». من إخراج نورمان ماكدونيل وآرثر هيلر وآخرين.

## وصلات خارجية
- غان سموك  في قاعدة بيانات الأفلام على الإنترنت (بالإنجليزية)